# Дамагарам (султанат)
Дамагарам — держава в Західній Африці, яка була важливим центром трансахарської торгівлі. Тривалий час перебувала в залежності від Борну. Найбільше піднесення відбулося у 1-й половині XIX ст. 1899 року встановлено французький протекторат. Інша назва султанат Зіндер.

## Історія
Під впливом держави Борну та тиску з півночі племен туарегів відбувається об'єднання племен канурі. Наслідком цього стало 1731 року утворення власного султанату. Його засновником став шейх Маллам з Миррії. Спочатку стає васалом Борну. У 1736 році столиця султанату була перенесена до Зіндеру — невеличкого поселенням хауса.
У другій половині XVIII ст. все більш самостійним, активно підкорюючи сусідні племена та вождества, особливо у першій третині XIX ст. Загалом на середину XIX ст. приєднано 18 таких утворень, внаслідок чого Дамагарам значно розширився. Натомість стикнувся з державою Сокото, що підкорила міста хауса. Відтоді султани стали регулярно допомагати емірам Гобіру, Кацини і Кано у повстаннях проти султанів Сокото. Найбільшого піднесення султанат досяг за панування Танімуна дан Сулеймана. У 1870-х роках Дамагарам зупинив просування військ держави тукулерів на північ.
1884 року на Берлінській конференції султанат було віднесено до сфери впливу Франції. Це було затверджено на Брюссельський конференції 1890 року. Наслідком цього стало просування французьких загонів із заходу. В цей час на місці колишньої Борну Рабіх аз-Зубайр створив потужну державу з сучасним військом, прагнучи розширення на захід та південь.
У 1898 році капітан французької армії Маріус Габріель Каземажу провів 3 тижні під захистом султана в Зіндері. Каземажу доручили укласти союз з Рабіх аз-Зубайр проти британців. Оточення султана налякала перспектива об'єднання двох своїх головних ворогів, в результаті Каземажу вбила одна з груп у почті султана, тоді як інші допомогли решті французів утекти. У 1899 році проти Дамагараму виступили основі французькі сили. 30 липня того ж року в битві біля Тірміні війська Дамагараму зазнали нищівної поразки, після чого ворог захопив столицю. Франція встановила над султанатом свій протекторат, він увійшов до Французької Західної Африки. після цього султан отримав церемоніальний статус.

## Територія і населення
Султанат мав площу близько 70 тисяч км², а його населення досягало 400 тисяч осіб, основу якого становили хауса, туареги, фульбе, канурі, араби і тубу. Найбільшим містом була столиця — в Зіндері у 1890-х роках мешкало 10 тис. осіб.

## Устрій
Султан мав вищу політичну, військову та судову владу. Разом з тим значний вплив мала рада шейхів племен. Спадкування передавалося синові або братові. При цьому статус спадкоємця (якудімі) надавався ще за життя султана.
Адміністрацію та військо очолював кірома. При цьому значну вагу в війську мав якудімі.

### Султани
- Маллам Юнус дан Ібрагім (1731—1746)
- Баба дан Маллам (1746—1757)
- Танімун Бабамі (1757—1775)
- Асафа дан Танімун (1775—1782)
- Абаза дан Танімун (1782—1787)
- Маллам дан Танімун (1787—1790)
- Дауда дан Танімун (1790–1799)
- Амаду дан Танімун I (1799—1812)
- Сулейман дан Танімун (1812—1822)
- Ібрагім дан Сулейман (1822—1841), вперше
- Танімун дан Сулейман (1841—1843), вперше
- Ібрагім дан Сулейман (1843—1850), вдруге
- Мухаммад дан Ібрагім (1850—1851)
- Танімун дан Сулейман (1851—1884), вдруге
- Абба Гато (1884)
- Сулейман дан Айша (1884—1893)
- Амаду дан Танімун II (1893—1899)
- Амаду дан Танімун III (1899—1906)
- Баллама (1906—1923), регент
- Барма Мустафа (1923—1950)
- Санда Умару дан Амаду (1950—1978)
- Абубакар Санда Умару (1978—2000), вперше
- Мамаду Мустафа (2000—2011)
- Абубакар Санда Умару (з 2011 —), вруге

## Військо
До кінця XIX століття армія нараховувала 30 тис. піхотинців (основу становили раби) і 5 тис. вершників. На озброєнні перебували також близько 10 гармат, вироблених у Зіндері. Союзниками в разі війни були також туареги конфедерації Кель-Грес.

## Економіка
Основними галузями були торгівля, скотарство та добування корисних копалин. Столиця Зіндер тривалий час була важливим центром трансахарської торгівлі. Місто лежало на перетині двох торгових шляхів: з Триполі до емірату Кано; із заходу на схід і з'єднувало річку Нігер і Борну. Це географічне положення сприяло швидкому зростанню добробуту Дамагарама. Дохід був переважно від податку на проходження караванів через Дамагарам, самі мешканці султанату в меншій мірі були торгівцями. Основою товарообігу були раби, зерно та страусове пір’я. На великому ринку Зіндера щорічно продавалося 3 тис. рабів.
Важливою статтею доходу був продаж солі, чималі поклади якої виявлено на території Дамагараму. Були розвинені системи внутрішніх податків (за право користування землею, що належала султану та його родичам) та мит.
Частково розвинено землеробство. У середині 19-го ст. султани вживали заходів, спрямованих на зменшення деградації ґрунтів та зупинення наступу пустелі. Для цього заборонили рубати дерева білуватої акації, єгипетського баланіта, зизифусів, сенегальської хайї, фікусів. Навпаки, згодом наказано збільшити насадження. Їх стали називати «деревами султана».